# San Lorenzo (California)
San Lorenzo è un census-designated place degli Stati Uniti d'America, situato nella Contea di Alameda in California.